# Ernst Welisch

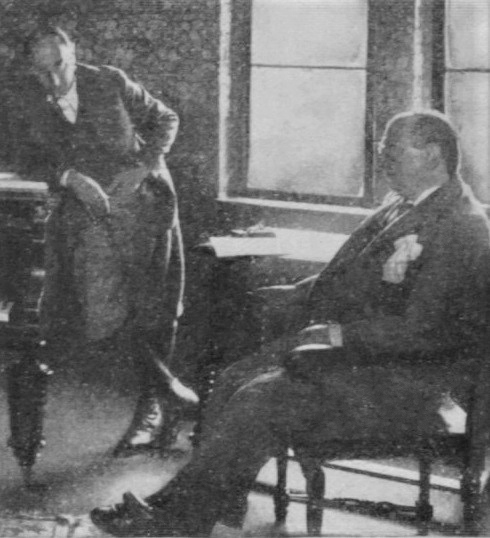
Ernst Welisch und Rudolf Schanzer in Schanzers Villa in Bad Ischl

Ernst Welisch (* 27. Februar 1875 in Wien; † 26. März 1941 ebenda) war ein österreichischer Dramatiker und Theaterregisseur. Er ist vor allem für die zahlreichen Operettenlibretti bekannt, die er für Komponisten wie Leo Fall, Jean Gilbert, Emmerich Kálmán und Ralph Benatzky schrieb. Welisch wurde in Wien geboren, verbrachte jedoch den Großteil seiner Karriere in Berlin. In den 1930er Jahren kehrte er nach Wien zurück, wo er kurz vor der Uraufführung seines letzten Werkes Venedig in Wien verstarb.

## Leben und Karriere
Welisch wurde in Wien geboren. Er studierte Geschichte und Literatur an der Universität Wien, gefolgt von Kunstgeschichte und Archäologie an der Universität München, wo er 1898 promovierte. Im Jahr 1901 veröffentlichte er ein Buch über die Maler von Augsburg während des Barock und Rokoko, wandte sich dann jedoch dem Theater zu. Ab 1900 lebte er in Berlin und arbeitete ab 1904 als Regisseur und Dramaturg an verschiedenen Berliner Bühnen, beginnend mit dem Lessingtheater. Weitere Stationen waren 1905 das Berliner Theater, Neues Schauspielhaus (wo er von 1905 bis 1911 Oberspielleiter war) und schließlich das Komödienhaus, an dem er von 1913 bis 1922 stellvertretender Oberspielleiter war.
Parallel begann Welisch 1905 seine Karriere als Librettist, als er gemeinsam mit Rudolf Bernauer das Libretto für Leo Falls erste Operette Der Rebell schrieb. Im Laufe seiner Karriere schrieb oder verfasste er über 20 Libretti für Operetten und Werke des Musiktheaters sowie zwei Bühnenkomödien. In den 1930er Jahren kehrte er nach Wien zurück, wo er im Alter von 66 Jahren starb. Sein letztes Werk war das Libretto für die Operette Venedig in Wien, komponiert von Rudi Gfaller. Die Uraufführung fand am 29. März 1941 in Chemnitz statt, drei Tage nach Welischs Tod. Sein Sohn, Ernst Adolf Welisch (1915–?), wurde ebenfalls Dramatiker und Regisseur und schrieb in den 1940er und 1950er Jahren mehrere Drehbücher für deutschsprachige Filme.

## Libretti
Zu den Libretti, die Welisch allein oder in Zusammenarbeit verfasste, gehören:
- Der Rebell (mit Rudolf Bernauer), Operette in 3 Akten, Musik: Leo Fall; Uraufführung Wien, Theater an der Wien, 29. November 1905. Nach einem Misserfolg bei der Premiere wurde das Werk stark überarbeitet und als Der liebe Augustin am 3. Februar 1912 im Neuen Theater am Zoo in Berlin neu aufgeführt.
- Die Frau im Hermelin (mit Rudolf Schanzer), Operette in 3 Akten, Musik: Jean Gilbert; Uraufführung Berlin, Theater des Westens, 22. August 1919
- Der Geiger von Lugano (mit Rudolf Schanzer), Operette in 3 Akten, Musik: Jean Gilbert; Uraufführung Berlin, Thalia-Theater, 26. September 1920
- Die Braut des Lucullus (mit Rudolf Schanzer), Operette in 3 Akten, Musik: Jean Gilbert; Uraufführung Berlin, Theater des Westens, 26. August 1921
- Madame Pompadour (mit Rudolf Schanzer), Operette in 3 Akten, Musik: Leo Fall; Uraufführung Berlin, Berliner Theater, 9. September 1922
- Riquette (mit Rudolf Schanzer), Operette in 3 Akten, Musik: Oscar Straus; Uraufführung Berlin, Deutsches Künstlertheater, 17. Januar 1925
- Die Teresina (mit Rudolf Schanzer), Operette in 3 Akten, Musik: Oscar Straus; Uraufführung Berlin, Deutsches Künstlertheater, 11. September 1925
- Das Spiel um die Liebe (mit Rudolf Schanzer), Operette in 3 Akten, Musik: Jean Gilbert; Uraufführung Berlin, Theater des Westens, 19. Dezember 1925
- Eine Frau von Format (mit Rudolf Schanzer), Operette in 3 Akten, Musik: Michael Krausz; Uraufführung Berlin, Theater des Westens, 21. September 1927
- Casanova (mit Rudolf Schanzer), Operette in 3 Akten, Musik: Ralph Benatzky; Uraufführung Berlin, Großes Schauspielhaus, 1. September 1928
- Die drei Musketiere (mit Rudolf Schanzer), Operette in 3 Akten, Musik: Ralph Benatzky; Uraufführung Berlin, Großes Schauspielhaus, 31. August 1929
- Die erste Beste (mit Rudolf Schanzer), Operette in 3 Akten, Musik: Oscar Straus; Uraufführung Prag, Neues Deutsches Theater, 19. Oktober 1929
- Das Mädel am Steuer (mit Rudolf Schanzer), musikalische Komödie in 3 Akten, Musik: Jean Gilbert; Uraufführung Berlin, Komische Oper, 17. September 1930
- Der Teufelsreiter (mit Rudolf Schanzer), Operette in 3 Akten, Musik: Emmerich Kálmán; Uraufführung Wien, Theater an der Wien, 10. März 1932
- Die Sacher-Pepi (ursprünglicher Titel: Die Gräfin bitteschön), Operette in 3 Akten, Musik: Rudi Gfaller; Uraufführung Leipzig, Neues Operetten-Theater, 16. September 1939
- Venedig in Wien, Operette in 3 Akten, Musik: Rudi Gfaller; Uraufführung Chemnitz, Central-Theater, 29. März 1941
- Die himmelblaue Stadt (mit Ernst Friese), Operette in 3 Akten, Musik: Rudi Gfaller; Uraufführung Ostrava, Mährisch-Schlesisches Theater, 1944

## Filmografie
- Die Frau im Hermelin, Regie: James Flood (USA, 1927, nach der gleichnamigen Operette)
- Madame Pompadour, Regie: Herbert Wilcox (UK, 1927, nach der gleichnamigen Operette)
- Eine Frau mit Format, Regie: Fritz Wendhausen (Deutschland, 1928, nach der Operette Eine Frau von Format)
- Bride of the Regiment, Regie: John Francis Dillon (USA, 1930, nach der Operette Die Frau im Hermelin)
- Ronny, Regie: Reinhold Schünzel, Musik: Emmerich Kálmán (Deutschland, 1931, Liedtexte)
- Die Frau im Hermelin (Originaltitel: That Lady in Ermine), Regie: Ernst Lubitsch (USA, 1948, nach der Operette Die Frau im Hermelin)
- Madame Pompadour, Regie: Eugen York (Westdeutschland, 1974, Fernsehfilm, nach der gleichnamigen Operette)

## Hörspiele
- 1928: Rudolf Schanzer, Ernst Welisch: Der siebente Tag – Regie: Alfred Braun (Sendespiel (Hörspielbearbeitung) – Funk-Stunde Berlin)
- 1929: Alexandre Dumas der Ältere, Erik Charell: Die drei Musketiere. Ein Spiel aus romantischer Zeit mit Musik von gestern und heute – Bearbeitung (Wort): Rudolf Schanzer, Ernst Welisch; Regie: Erich Charell Sendespiel (Hörspielbearbeitung), Theater, Revue – Funk-Stunde Berlin

Quellen: ARD-Hörspieldatenbank und Ö1-Hörspieldatenbank